# لويس ماسيدو
لويس ماسيدو (2 مارس 1988) هارب أمريكي ومطلوب سابق من قبل مكتب التحقيقات الفيدرالي بتهمه قتله أليكس أريلانو البالغ من العمر 15 عاما في شيكاغو، إلينوي 1 مايو 2009 وفي عام 2016، تمت إضافة إسمه ضمن قائمة العشرة الأكثر طلباً لمكتب التحقيقات الفدرالي.

## القبض عليه
في 27 أغسطس 2017 تم القبض عليه في غوادالاخارا، خاليسكو، المكسيك دون وقوع حوادث.